# امیر نوری (زندانی سیاسی)
امیر نوری(زادهٔ ۱۶ تیر ۱۳۷۵)، زندانی سیاسی سابق و دانش‌آموخته حقوق است. او در جریان اعتراضات گلستان هفتم با ضرب و شتم به همراه اعضای خانواده‌اش بازداشت شد. شکوفه یداللهی، پوریا نوری و امیر نوری تحت فشار برای اعتراف و معامله نظام جمهوری اسلامی با کسری نوری بودند. آنها در نهایت مجموعاً به ۲۵ سال حبس محکوم شدند.
در دادنامهٔ محکومیت او آمده: «نظر به اینکه متهم برادر کسری نوری لیدر غائله [گلستان هفتم] است مجرمیتش محرز و مسلم می‌باشد»، نوری در فروردین ۱۳۹۹ پس از دو سال و یکماه از زندان فشافویه آزاد شد.

## بازداشت‌ها
عصر روز ۳۰ بهمن ۱۳۹۶ و در اوج درگیری‌های گلستان هفتم؛ امیر نوری در بیرون از منطقه پاسداران تهران، در مسیر رفتن به خانه با ضرب و شتم و ضربات شدید باتوم توسط نیروهای وزارت اطلاعات بازداشت شد.
بی‌بی‌سی که به اطلاعاتی دربارهٔ نحوهٔ بازداشت او دست یافته گزارش کرده: «گفته بودند آنقدر بزنید تا خون بیاید و بعد رهایش کنید. این ضربات باتوم به قدری سنگین بوده که قسمتی از انگشت امیر نوری زیر ضربه قطع می‌شود.»
یک روز بعد هم کسری نوری، شکوفه یداللهی و پوریا نوری در حالی که به شدت مورد ضرب و شتم قرار گرفته بودند در یک اسفند بازداشت شدند. جمهوری اسلامی برای معامله با کسری نوری، سناریوسازی و روایت حکومتی این اعتراضات اعضای خانواده او را بازداشت کرده بود.

### ۱۳۹۱
امیر نوری پیش‌تر هم یکبار دیگر سال ۱۳۹۱ در سن ۱۶ سالگی برای افزایش فشار بر کسری نوری توسط وزارت اطلاعات استان فارس بازداشت و در بازداشتگاه پلاک ۱۰۰ تحت بازجویی قرار گرفته بود.

## شکنجه
«بالغ بر ۱۸ ساعت بدون توقف، بصورت سرپا و بدون خوردن هیچ غذایی شکنجه جسمی و روانی شد. بازجو وقتی از او خواسته بود بنویسد کجا بازداشت شده و او نوشته بود و اشاره به نحو بازداشت در نزدیکی منزل توسط یکی از مسوولان وزارت اطلاعات کرده بود، با زدن ضربه زیر پای او را خالی کرده بود تا روی زمین بیافتد و سپس به روی شانه‌هایش نشسته بود و گفته بود یا می‌نویسی در محل تجمع بازداشت شدی یا پایم را روی انگشت قطع شده‌ات فشار می‌دهم تا چیزی از باقی مانده‌اش هم نماند و در همین زمان تماماً به مادر او توهین جنسی کرده بودند.»
امیر نوری تحت فشار بوده تا علیه برادرش کسری اعتراف کند.
به گفته این منبع آگاه بازجو به امیر می‌گوید «اگر نگویی کسری مسبب و مسوول راه اندازی و رهبری این اعتراضات گلستان هفتم بوده دیگر از این اتاق بیرون نخواهی رفت و در همین اتاق با چاقو سلاخی‌ات می‌کنیم. امیر نهایتاً در همین مکان از هوش می‌رود.»
منبع آگاه با ارائه جزییات بیشتر به بی‌بی‌سی گفته: «مدتی بعد زمانی که امیر برای عمل انگشت قطع شده‌اش از زندان راهی بیمارستان می‌شود یک مأمور امنیتی مسئول نگهداری از او در فضای بسته بیمارستان می‌شود و اعلام می‌کند اگر سرت را بالا بیاوری با کلاش (اسلحه کلاشینکف) به تو شلیک خواهم کرد. او پس از عمل درحالی که دکتر معالج می‌گوید باید دستکم ۷۲ ساعت در بیمارستان بماند تا بتواند مجدد آخرین وضعیتش را بررسی کند در کم‌تر از دوساعت دوباره به بازداشتگاه برمی‌گردد و با دستی بانداژ شده زیر بازجوی مجدد قرار می‌گیرد.» او افزوده: «در بازجویی‌ها دو مقطع بازجو با دستش روی انگشت قطع و بخیه شده امیر می‌فشارد، این فشارها منجر به خونریزی مجدد و باز شدن نخ بخیه او می‌شود. امیر برای دومین بار در طول بازداشت در اتاق بازجویی از هوش می‌رود.»

## ۱۰۰ روز نگهداری در سلول انفرادی
شهریور ۱۳۹۷ با حمله به تحصن دوماهه در زندان فشافویه که در اعتراض به بدرفتاری با زنان درویش در زندان قرچک رخ داده بود؛ به دستور نهادی امنیتی امیر نوری و کسری نوری بعد از شش ماه بازداشت موقت و صدور احکام خانوادگی برای آنها به سلول انفرادی منتقل و ۱۰۰ روز متوالی در اتاقی یک در دو متر نگهداری شدند. مسؤلان قضایی در این مدت اطلاع مشخصی دربارهٔ وضعیت آنها ندادند.
سازمان زندان‌ها هم اطلاعیه صادر کرد و آنها را به غوغاسالاری، امتیازطلبی و جَوسازی تبلیغاتی در رسانه و فضای مجازی متهم کرد.
سازمان گزارشگران بدون مرز در آن زمان با انتشار توییتی از حمید بعیدی‌نژاد سفیر ایران در بریتانیا خواسته بود به وضعیت خبرنگاران زندانی در ایران از جمله امیر نوری رسیدگی کند.

امیر نوری پس از خارج شدن از سلول انفرادی در نامه‌ای مشترک گفت؛
 حاکمیت مانند کبک سر در برف فرو برده‌است و توهم ثبات و برقراری، توان شنیدن هشدارهای زمانه و صدای فروپاشی‌اش را از وی دریغ می‌دارد.

همچنین پس از ۱۰۰ روز تحمل انفرادی، بیش از یک سال دیگر کسری نوری و امیر نوری را در فضایی معروف به سوئیت با ابعادی نزدیک به دوازده متر نگهداری و از ارتباط با دیگر بازداشت شدگان منع شدند.

## دادگاه و حکم صادره
ابوالقاسم صلواتی رئیس شعبه ۱۵ دادگاه انقلاب تهران امیر نوری را به اتهام اقدام علیه امنیت کشور به تحمل ۵ سال، به اتهام فعالیت تبلیغی علیه نظام جمهوری اسلامی ایران به یک سال و به اتهام اخلال در نظم عمومی ۷۴ ضربه شلاق و همچنین ۲ سال ممنوع‌الخروجی محکوم کرد. در دادنامهٔ محکومیت او آمده بود: «نظر به اینکه متهم (امیر نوری) برادر کسری نوری لیدر غائله [گلستان هفتم] است مجرمیتش محرز و مسلم می‌باشد».
اسفند ۱۳۹۷ حکم قطعی ۶ سال حبس به همراه مجازات تکمیلی امیر نوری، در زندان فشافویه به او ابلاغ شد.
این دانش‌آموختهٔ حقوق در اعتراض به نگهداری در سلول انفرادی بدون ارائهٔ حکم قضایی در زمان ابلاغ تجدیدنظرخواهی و همچنین غیرقانونی‌خواندن روند دادرسی دادگاه و احکام صادره برای دراویش گنابادی از تجدیدنظرخواهی امتناع کرده بود.
هنگام آزادی مادرش، شکوفه یداللهی تصاویری از تماس تلفنی او با امیر نوری که در زندان فشافویه زندانی بود منتشر شد.
شیرین عبادی در واکنش به این تصاویر گفته بود: شکوفه یداللهی به محض آزادی با تلفن با فرزند شجاع و در بندش سخن می‌گوید. بشنوید و سپس بیندیشید که آیا برای تداوم شرایط فعلی حاضر هستید رأی دهید؟

## مرخصی و آزادی از زندان
امیر نوری پس از دو سال و یکماه زندان در حالی که از تجدیدنظر خواهی امتناع کرده بود در اواخر اسفندماه ۱۳۹۸ به مرخصی رفت.
یک هفته بعد از مرخصی‌اش قوه قضاییه اعلام کرد رهبر جمهوری اسلامی با عفو نوروزی شماری از زندانیان امنیتی و سیاسی موافقت کرده‌است.
یک فروردین ۱۳۹۹ ایرنا از آزادی امیر نوری و ۱۷ درویش گنابادی در پی صدور فرمان عفو نوروزی از سوی علی خامنه ای خبر داد،
در این جریان دیگر اعضای خانواده او؛ پوریا نوری پس از گذرندان ۸ ماه حبس و شکوفه یداللهی با پایان محکومیت دو ساله‌اش آزاد شدند و کسری نوری نیز پس از پنج سال از زندان شد.